# HyperNormalisation
Pour plus de détails, voir Fiche technique et Distribution.
HyperNormalisation est un film documentaire britannique réalisé par Adam Curtis, sorti en 2016. 
Dans le film, Curtis avance que depuis les années 1970, les gouvernements, la finance et les utopistes technologiques ont abandonné la complexité du « monde réel » et ont construit un simple « monde factice » qui est géré par les entreprises et maintenu stable par les politiciens.

## Synopsis
Le terme hypernormalization est inventé par le professeur en anthropologie Alexeï Yurchak dans son livre Everything Was Forever, Until It Was No More: The Last Soviet Generation (2006), qui décrit les paradoxes de la société soviétique des années 1970 et 1980. Tout le monde savait que le système soviétique s'effondrait et que les leaders politiques mentaient, mais tous devaient faire semblant d'y croire. La facticité de la société soviétique était hypernormale.
Le film est découpé en neuf parties.

### 1975
La ville de New York fait face à une crise fiscale. Henry Kissinger agit au Moyen-Orient pour tenter de diviser les pays arabes. Le système soviétique s'effondre mais nie cette réalité.

### The Human Bomb
Hafez el-Assad se rapproche de Khomeini. Ils soutiennent la création du Hezbollah et  encouragent les attentats-suicides contre des cibles occidentales. Cela conduit à l'attaque contre l'ambassade américaine à Beyrouth le 18 avril 1983, puis aux attentats du 23 octobre 1983 à Beyrouth contre la force multinationale d'interposition. En février 1984, les États-Unis retirent leurs troupes du Liban.

### Altered States
Le développement de l'informatique permet la création de connecter les informations des entreprises, et aboutit à une explosion de la capacité de contrôle de ces entreprises sur les citoyens. William Gibson donne le nom de cyberespace à ce phénomène. Les tenants de l'Utopie technologique, issue de la contre-culture des années 1960, pensent que ce développement de l'informatique permettra de créer une réalité alternative, où ils pourront se réfugier à l'abri de la politique de Ronald Reagan.

### Acid Flashback
Les consommateurs de LSD estimaient que cela élargissait la perception humaine et permettait de voir de nouvelles réalités, et les libéraient d'une vision réductrice du monde imposé par les hommes politiques. D'une façon semblable, certains pensent que le développement de l'informatique va permettre de créer une vraie réalité alternative libérée des hiérarchies corrompues. En 1996, John Perry Barlow rédige la déclaration d'indépendance du cyberespace.

### The Colonel
Défaite au Liban, l'administration Reagan souhaite consolider l'image d'un monde moral où l'Amérique défend le Bien en combattant le Mal. Elle crée alors la figure du génie du terrorisme en la personne de Mouammar Kadhafi, rôle accepté par Kadhafi du fait de l'importance qui lui est donnée à l'échelle internationale.

### The Truth Is Out There
Ce chapitre commence par un montage d'observations d'objets volants non identifiés (OVNI) enregistrées par des membres du public aux États-Unis. Il soutient que le phénomène entourant les ovnis dans les années 1990 est né d'une opération de contre-espionnage conçue pour faire croire au public que les systèmes d'armes secrets de haute technologie aéroportés testés par l'armée américaine pendant et après la guerre froide étaient des visites extraterrestres. Des mémos top secrets forgés par le Bureau des enquêtes spéciales de l'armée de l'air des États-Unis auraient été divulgués à des ufologues qui ont répandu la théorie du complot fabriquée d'une dissimulation gouvernementale au grand public. La méthode, appelée gestion de la perception, visait à distraire les gens des complexités du monde réel. La politique américaine est décrite comme s'étant de plus en plus détachée de la réalité. 
Curtis utilise l'effondrement de l'Union soviétique à la fin des années 1980 comme un exemple d'événement qui a pris l'Occident par surprise parce que la réalité était devenue de moins en moins importante. Une vidéo d'entraînement de Jane Fonda est montrée pour illustrer que les socialistes avaient renoncé à essayer de changer le monde réel et se concentraient plutôt sur eux-mêmes et encourageaient les autres à faire de même. La vidéo est entrecoupée d'images de Nicolae Ceaușescu et de sa femme, Elena, exécutés par un peloton d'exécution et enterrés après la révolution roumaine de 1989.

### Managed Outcomes
La Chute de l'Union soviétique a rendu obsolète à l'Ouest la croyance que la politique peut changer le monde. Dorénavant il s'agit de gérer un monde post-politique, où le rôle des politiques n'est plus que de prédire les risques, de les éviter afin de conserver la société dans un état stable, comme Ulrich Beck l'explique dans La Société du risque (1986). Cette même gestion du risque conduit à la création de Aladdin, un système de gestion d'actifs financiers. Le programme ELIZA pouvait rendre ses utilisateurs dépendants et les rassurer émotionnellement et psychologiquement juste en leur renvoyant une image d'eux-mêmes, chose rare dans une société de plus en plus individualiste. Les médias sociaux développeront ce concept à une échelle globale.

### A Cautionary Tale
Le début de ce chapitre porte sur les défauts d'essayer de prédire l'avenir en utilisant des données du passé. Curtis raconte comment un compteur de cartes a été recruté par Donald Trump pour analyser les habitudes de jeu d'Akio Kashiwagi dans son casino, le Trump Taj Mahal à Atlantic City, après que Trump eut perdu des millions de dollars au profit de Kashiwagi. Afin d'éviter la faillite imminente du casino, un modèle a été conçu qui prédisait un moyen de récupérer l'argent de Kashiwagi, qui a perdu 10 millions de dollars. Cependant, avant qu'il ne puisse payer, il a été tué par des gangsters yakuza et le casino a fait faillite, Trump ayant dû vendre une grande partie de ses actifs aux banques.
L'attention se tourne de nouveau vers le Moyen-Orient et l'attentat de Lockerbie en 1988. Curtis dit qu'immédiatement après l'attentat, les journalistes et les enquêteurs ont accusé la Syrie d'avoir mené l'attaque au nom de l'Iran pour se venger de l'abattage du vol Iran Air 655 par les États-Unis. Cela était généralement accepté comme vrai jusqu'à ce que les agences de sécurité américaines annoncent que la Libye était derrière l'attaque. Certains journalistes et politiciens pensaient que l'Occident avait fait volte-face pour apaiser le dirigeant syrien, dont les États-Unis et le Royaume-Uni avaient besoin comme allié dans la prochaine guerre du Golfe.
Il se concentre sur la propagation des tactiques d'attentats suicides des chiites à l'islam sunnite et sur le ciblage des civils en Israël par le Hamas dans les années 1990. La paralysie politique qui en a résulté a conduit à un blocage du processus de paix israélo-palestinien. Il est décrit comme une conséquence involontaire de la réponse d'Israël au meurtre en 1992 d'un garde-frontière israélien.
Un montage est montré d'extraits de films sur la catastrophe d'avant le 11 septembre dans lesquels les monuments de la ville de New York sont diversement détruits par des envahisseurs extraterrestres, des météorites et un tsunami. Curtis soutient que de tels films étaient caractéristiques d'un climat d'incertitude qui a envahi les États-Unis à la fin du 20e siècle.
Curtis montre comment Mouammar Kadhafi est devenu le « nouveau meilleur ami » de l'Occident.

### A World Without Power
L'effet de la guerre en Irak fait des ravages dans la psyché américaine et les gens se replient dans le cyberespace. Judea Pearl crée des réseaux bayésiens qui imitent le comportement humain. Le fils de Judea, Daniel Pearl, est le premier Américain à être décapité sur une vidéo téléchargée sur YouTube.
Pendant ce temps, les algorithmes des réseaux sociaux affichent des informations qui plaisent à leurs utilisateurs et ne remettent donc pas en cause leurs croyances. Malgré cela, Occupy Wall Street émerge dans une tentative de perturber le système en imitant le système sans leader qu'Internet avait autrefois imaginé. En utilisant une méthode similaire, la révolution égyptienne de 2011 a commencé.
La Grande-Bretagne, la France et les États-Unis tournent le dos à Mouammar Kadhafi une fois que les Libyens se sont soulevés contre lui. Les États-Unis larguent des bombes à l'aide de drones, puis des images montrent Kadhafi capturé par les rebelles.
Ni Occupy Wall Street ni le Printemps arabe ne se sont très bien déroulés pour les révolutionnaires.
En Russie, Vladimir Poutine et son cabinet de technologues politiques créent une confusion de masse. Vladislav Surkov utilise des idées de l'art pour transformer la politique russe en une pièce de théâtre déroutante. Donald Trump a utilisé les mêmes techniques dans sa campagne présidentielle en utilisant le langage d'Occupy Wall Street. Curtis affirme que Trump a « vaincu le journalisme » en rendant ses capacités de vérification des faits hors de propos.
La tentative de la gauche américaine de résister à Trump sur Internet n'a eu aucun effet. En fait, ils ne faisaient que nourrir les sociétés de médias sociaux qui appréciaient leurs nombreux clics supplémentaires.
La révolution syrienne devient plus vicieuse et violente. La technique de l'attentat suicide que Hafez al-Assad a introduite afin d'unir le Moyen-Orient l'a plutôt déchiré. La Russie utilise le concept de « guerre non linéaire » de Surkov pour lutter contre les rebelles syriens. La Russie prétend quitter la Syrie, mais ne le fait pas.
Abu Musab al-Suri en Syrie suggère que les terroristes ne devraient pas mener d'attaques à grande échelle comme celle d'Oussama Ben Laden, mais plutôt mener des attaques « aléatoires » à petite échelle dans tout l'Occident pour créer la peur et le chaos, contre lesquels il serait plus difficile de riposter.
La déstabilisation de la psyché occidentale conduit au vote pour le Brexit et à la popularité de Donald Trump.

## Fiche technique
- Titre français : HyperNormalisation
- Réalisation et scénario : Adam Curtis
- Pays d'origine : Royaume-Uni
- Format : Couleurs - 35 mm
- Genre : documentaire
- Durée : 166 minutes
- Date de sortie : Royaume-Uni : 16 octobre 2016

## Sortie

### Accueil critique
Pour Jacky Goldberg des Inrockuptibles, « Fruit de trente-cinq ans de recherches, ce documentaire-monstre de près de 3h retrace les origines idéologiques de notre temps, celles qui nous ont conduit à Trump, au Brexit, à la Syrie et l’apathie générale qui entoure ces événements. ».
Pour Kathleen Wuyard de Paris Match, « Bienvenue en l’an de grâce 2017, où la planète semble avoir perdu la tête. Armé de sa caméra, Adam Curtis a tenté de comprendre pourquoi. [...] Son modus operandi : assembler méticuleusement des séquences sélectionnées dans les archives de la BBC pour démonter la réalité médiatique. Les visages se succèdent à l’écran, un enchaînement qui pourrait sembler erratique mais qui vise à montrer à quel point la réalité perçue par la population est manipulée par l’oligarchie médiatique et politique. ».